# Велотриал

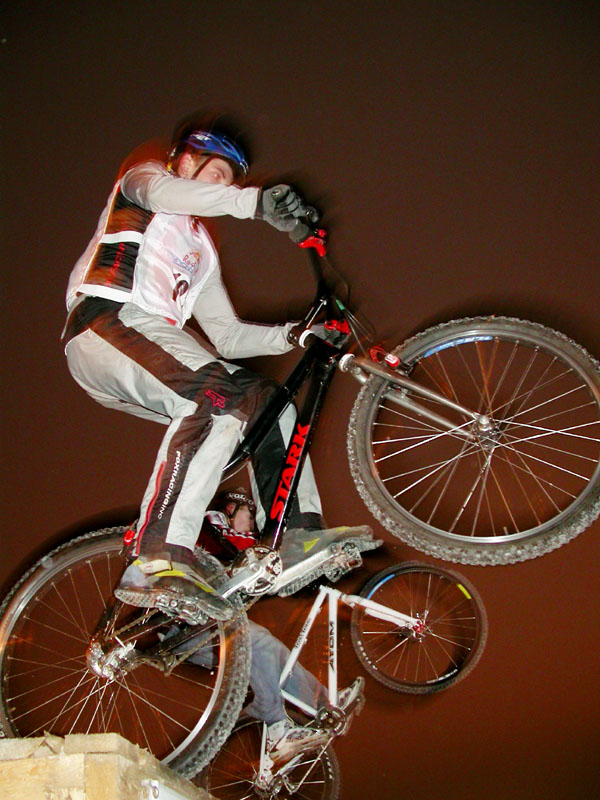
Триалисты на соревнованиях Snowmania в Москве (2003 год), дисциплина — дуал-триал

Велотриал (англ. bike trials) — дисциплина велоспорта, заключающаяся в преодолении препятствий на велосипедe (см. Приёмы велотриала). Препятствия могут быть самыми разными, естественными или искусственными: парапеты, камни, бревна, доски и т. д. Главной целью является преодоление серии препятствий, не опираясь ногами, руками и другими частями тела.
Велосипедный триал зародился в конце 70-х — начале 80-х годов в Испании. Мототриалисты стали создавать специальные велосипеды, чтобы на них тренировались дети, но вскоре велотриал стал самостоятельным видом спорта. Он начал стремительно развиваться, проводились соревнования. Первой компанией, выпускающей велосипеды для триала была Montesa, ныне называемая Monty. Главными центрами триала стали США и Испания, техника и стили преодоления препятствий которых во многом отличались.
На сегодняшний день велотриал — довольно известный вид экстремального спорта. Проводятся крупные мировые соревнования. Сейчас основные центры триала — Франция, Испания, Англия, Бельгия, Швейцария, Германия и некоторые другие страны Европы. В последнее время триал становится все популярнее, уровень спортсменов растет всё быстрее и ставятся немыслимые рекорды: прыжок с места через планку на высоте 142 см  и многие другие.
Стоит отметить, на сегодняшний день велосипедный триал, как вид спорта, существенно эволюционирует. Наряду с классическим велотриалом популярность начинает набирать особенное направление - стрит-триал. Под этим стилем катания подразумевается трюковое катание в городе, сочетающее в себе основы классического триала и парковых экстремальных дисциплин. Наиболее ярким представителем стрит-триала нашего поколения можно считать английского спортсмена Дэнни Макаскилла, ключевым образом повлиявшего на развитие данного вида спорта.

## Конструкция и отличительные особенности триальных велосипедов

### Велосипед
Велосипеды для велотриала бывают разных типов, основные это: Мод с колесами диаметром 20 дюймов (в основном заднее колесо диаметром 19 дюймов), Сток с колесами 26 дюймов. А еще, не так уж давно, в велотриале начали использовать байки с диаметром колес 24 дюйма.
На триальных велосипедах очень редко используется сиденье из-за его ненадобности и прибавления лишнего веса к велосипеду.
Вес велосипеда может быть от 6,5 кг до 12 кг.

### Рама
Рамы для велотриала делаются из расчёта на легкость, поэтому рамы в основном делаются из алюминия, реже из карбона, и очень редко из магния или титана. Для увеличения прочности ввариваются дополнительные косынки на верхнюю и нижнюю трубу переднего треугольника рамы. Дорогие рамы делаются с множеством фрезерованных элементов в районе кареточного узла и дропаутов. В технологии изготовления рам применяют «баттинг» — вытягивание ещё горячих труб. В итоге в местах нагрузки трубы более толстые, а где нагрузки меньше — тоньше. Вытягивание может быть многослойным.
На раме кареточный узел (для подшипников вала каретки) может быть двух видов:
- ISIS или Square (в зависимости от типа вала). Подшипники находятся в корпусе вместе с валом, на корпусе с обеих сторон есть резьба и шлицы, с помощью которых каретка вкручивается в кареточный узел рамы.
- Spanish Style. На вал с обеих сторон надеты подшипники, которые вместе с валом запрессовываются в кареточный узел рамы.

### Руль
Рули в велотриале делятся на два основных вида по материалу изготовления- это карбон и алюминий. Так же в велотриале рули различаются по геометрии на четыре вида: флэтбар, райзер, лоурайзер, хайрайзер. На концах руля, как правило, устанавливаются (натягиваются) грипсы — ручки для повышения сцепления рук с рулем. Материал грипс может быть из резины или пенопрена. На руле в местах крепления выноса и тормозных ручек может быть шероховатая поверхность для устранения их проскальзывания.

### Вынос
Элемент, соединяющий руль и шток вилки. Выносы бывают сварные и цельно кованные. Так же выносы могут быть разной геометрии, от 80мм*8° (80 — длина, 8 — угол подъема выноса) до 175мм*35°.

### Шатуны
Шатуны есть двух типов: под шлиц (ISIS) и под квадрат (Square). В триальном велосипеде в основном фривил накручивается на шатуны, а фиксированная звезда на заднюю втулку (в отличие от обычных велосипедов). Сделано это для того, чтобы перенести больший вес велосипеда в его центр.

### Педали
Педали для велотриала делаются из алюминия или магния. Педали делятся на рамки или платформы. На более дорогих педалях стоят подшипники закрытого типа, а на бюджетных — насыпные подшипники. Магниевые педали легче алюминиевых, но более дорогие. На бюджетных педалях обычно стальная ось, на дорогих ось делается из титанового сплава.

### Втулки
Передняя втулка
Корпус втулки выполняется из алюминия. Во втулках для велотриала применяются два закрытых промышленных, или насыпных подшипника. Втулка имеет ось толщиной 10 мм и длину оси 100 мм. Наиболее популярен вариант, когда втулку на вилке держат болты, ввинчивающиеся в ось. Втулка рассчитана на 32 или 28 спиц, всё реже — на 36.
Задняя втулка
Корпус задней втулки также выполняется из алюминия. Задние втулки имеют ось толщиной 10 мм и длину 116 мм(на мод- байках) или 135 мм(на сток-байках) и могут держаться на раме гайками или болтами. Задние втулки различают по типу крепления к ним звезды: это может быть шлиц или резьба.

### Тормоза
Тормоза бывают двух типов: гидравлические и механические. Подразделяются тормоза на ободные и дисковые. Для увеличения жёсткости ободной гидравлики, на неё иногда ставят "бустер", который не позволяет разжимать тормозу перья рамы или ноги вилки.

### Обода
Обода делаются из алюминия или магния. Часто на ободах можно встретить сквозные отверстия для облегчения самого обода. Зачастую на недорогих, но подходящих по параметрам для триала ободах эти отверстия отсутствуют, поэтому, некоторые умелые райдеры, для экономии веса эти отверстия могут делать вручную с помощью подходящего инструмента. Задний обод может быть в ширину до 50 мм, а передний — до 40. Ранее часто использовались двухслойные обода, которые были довольно прочными, но в то же время тяжелыми, поэтому со временем чаще стали применять однослойные обода.